# 平沢麗奈
平沢 麗奈（ひらさわ れな、1998年3月1日 - ）は、日本の元歌手・ダンサー・モデル・俳優。女性5人組のDJ&ダンスボーカルユニットCaratのメンバーとして活動していた。千葉県出身。ユニオンエンタテインメント所属。

## 略歴
2010年5月、千葉国体PR番組のキッズダンサーとして出演。その後、モデル活動を行いながら舞台出演。その後、2012年11月9日 より、Debut Single『恋Indirect』でCaratとしてCDデビュー。
2014年4月1日にはAyummy、開運はーもにーのらむ、同グループのYumeともにbay fmにて『Branding Hit TOKYO Bay』のパーソナリティ、2015年4月7日より『Carat Night』のパーソナリティを担当。2015年4月1日にはフォーライフミュージックエンタテイメントよりメジャー・デビューを果たすも、翌2016年8月31日、病気のためCarat脱退。

## 出演
- 2010年5月、千葉国体PR番組　キッズダンサー
- 2011年12月、千葉美少女図鑑Vol.5モデル
- 2012年5月、舞台「ギャル内閣」アイドルKGS役出演
- 2012年11月、DJ&ダンスボーカルユニット「Carat」メンバーとして活動開始
- 2014年1月、チバテレビ『アニメ星人 代アニのアニメ』出演
- 2014年12月～2015年5月、ニコニコ生放送「UNION TIMES」レギュラー出演
- 2014年4月～、bay fm「Branding Hit TOKYO Bay」のパーソナリティ[1]
- 2015年1月～3月、フジテレビ「問題のあるレストラン」出演
- 2015年4月～、ZIP-FM「Carat Night」パーソナリティ[2]
- 2015年4月～、「CHOKi CHOKi girls」モデル出演